# Грузія на Чемпіонаті світу з водних видів спорту 2015
Грузія взяла участь у Чемпіонаті світу з водних видів спорту 2015, який пройшов у Казані (Росія) від 24 липня до 9 серпня.

## Стрибки у воду
Грузинські спортсмени кваліфікувалися на змагання з індивідуальних стрибків у воду.
Чоловіки
| Спортсмен             | Дисципліна        | Попередні змагання | Попередні змагання | Півфінали       | Півфінали       | Фінал           | Фінал           |
| Спортсмен             | Дисципліна        | Очки               | Місце              | Очки            | Місце           | Очки            | Місце           |
| --------------------- | ----------------- | ------------------ | ------------------ | --------------- | --------------- | --------------- | --------------- |
| Чола Чантурія         | Трамплін, 3 метри | 371.30             | 33                 | Завершив виступ | Завершив виступ | Завершив виступ | Завершив виступ |
| Александре Гуджабідзе | Трамплін, 3 метри | 249.80             | 59                 | Завершив виступ | Завершив виступ | Завершив виступ | Завершив виступ |

## Плавання
Грузинські плавці виконали кваліфікаційні нормативи в дисциплінах, які наведено в таблиці (не більш як 2 плавці на одну дисципліну за часом нормативу A, і не більш як 1 плавець на одну дисципліну за часом нормативу B):
Чоловіки
| Спортсмен          | Дисципліна           | Попередній заплив | Попередній заплив | Півфінал        | Півфінал        | Фінал           | Фінал           |
| Спортсмен          | Дисципліна           | Час               | Місце             | Час             | Місце           | Час             | Місце           |
| ------------------ | -------------------- | ----------------- | ----------------- | --------------- | --------------- | --------------- | --------------- |
| Іраклій Болквадзе  | 200 м брасом         | 2:17.30           | 42                | Завершив виступ | Завершив виступ | Завершив виступ | Завершив виступ |
| Іраклій Болквадзе  | 200 м комплексом     | 2:07.14           | 39                | Завершив виступ | Завершив виступ | Завершив виступ | Завершив виступ |
| Теймураз Кобахідзе | 100 м батерфляєм     | 55.37             | 51                | Завершив виступ | Завершив виступ | Завершив виступ | Завершив виступ |
| Теймураз Кобахідзе | 200 м батерфляєм     | 2:06.19           | 37                | Завершив виступ | Завершив виступ | Завершив виступ | Завершив виступ |
| Іраклій Ревішвілі  | 200 м вільним стилем | 1:53.68           | 61                | Завершив виступ | Завершив виступ | Завершив виступ | Завершив виступ |
| Іраклій Ревішвілі  | 400 м вільним стилем | 4:00.68           | 54                | Н/Д             | Н/Д             | Завершив виступ | Завершив виступ |

Жінки
| Спортсменка      | Дисципліна           | Попередній заплив | Попередній заплив | Півфінал         | Півфінал         | Фінал            | Фінал            |
| Спортсменка      | Дисципліна           | Час               | Місце             | Час              | Місце            | Час              | Місце            |
| ---------------- | -------------------- | ----------------- | ----------------- | ---------------- | ---------------- | ---------------- | ---------------- |
| Теона Босташвілі | 50 м вільним стилем  | DNS               | DNS               | Завершила виступ | Завершила виступ | Завершила виступ | Завершила виступ |
| Теона Босташвілі | 100 м вільним стилем | DNS               | DNS               | Завершила виступ | Завершила виступ | Завершила виступ | Завершила виступ |
| Теона Босташвілі | 100 м брасом         | 1:19.53           | 60                | Завершила виступ | Завершила виступ | Завершила виступ | Завершила виступ |